# Stazione di Villa
La stazione di Villa (in tedesco Vill) era una fermata ferroviaria posta lungo la linea Ora-Predazzo. Era situata nel comune di Montagna.

## Storia
Fu chiusa prima del 10 gennaio 1963.

## Strutture e impianti
La fermata era composta e dal solo binario di circolazione.